# 누나의 거울
《누나의 거울》은 1999년 9월 27일부터 2000년 4월 15일까지 방영된 한국방송공사 TV소설이다.

## 방송 시간
| 방송 채널 | 방송 기간                          | 방송 시간                             | 방송 분량 |
| --------- | ---------------------------------- | ------------------------------------- | --------- |
| KBS 1TV   | 1999년 9월 27일 ~ 1999년 10월 16일 | 매주 월 ~ 토 오전 8시 10분 ~ 8시 30분 | 20분      |
| KBS 1TV   | 1999년 10월 18일 ~ 2000년 4월 15일 | 매주 월 ~ 토 오전 8시 5분 ~ 8시 25분  | 20분      |

## 등장 인물
- 홍리나 : 장해미 역
- 정재곤 : 윤선우 역
- 김명수 : 김태문 역
- 손종범 : 박종구 역
- 권이지 : 조인주 역
- 박세준 : 장해철 역
- 이은주 : 장해영 역
- 곽진영 : 손계순 역
- 김인문 : 장덕수 역
- 연규진 : 윤일규 역
- 박인환
- 김광영 : 장해준 역
- 김주승
- 김흥기 : 조성구 역
- 김미라
- 김하균
- 안해숙 : 영조 역
- 이희도
- 김기복
- 전혜진
- 정요숙
- 박영규
- 사미자
- 이원발
- 이배국
- 양미경
- 조성규
- 주한울
- 이정호
- 서재경
- 노형욱
- 박종설
- 박형준
- 신귀식 : 윤무현 역
- 노현희
- 임지은
- 구자미
- 이칸희
- 강경헌
- 최재형
- 임은희
- 강양화
- 서동선
- 최상길
- 오영갑
- 김경하
- 송승환
- 송채환
- 최지민
- 하다솜
- 홍여진
- 최정

## 참고 사항
- 남녀 간의 삼각관계를 이용한 갈등구조를 남발하여[1] 비난을 샀다.
- 당초 톱스타 하희라가 여주인공 역의 한 사람으로 낙점됐으나 둘째 아이를 가지려는 계획과 드라마 일정이 맞물려 출연을 취소했다.[2]
- 결국 홍리나와 권이지가 여주인공 역을 맡으면서 정재곤과 김명수가 남자 주인공 역으로 낙점됐다.
- 장해미 역의 홍리나는 《누나의 거울》에 캐스팅되면서 《허준》에서 허준의 아내 역을 고사했다.[3]